# Ptychoptera coloradensis
Ptychoptera coloradensis is een muggensoort uit de familie van de glansmuggen (Ptychopteridae). De wetenschappelijke naam van de soort werd voor het eerst geldig gepubliceerd in 1937 door Charles Paul Alexander.